# Rudowo (powiat płocki)
Rudowo – wieś sołecka w Polsce położona w województwie mazowieckim, w powiecie płockim, w gminie Bielsk. Leży nad Sierpienicą.
W latach 1975–1998 miejscowość należała administracyjnie do województwa płockiego. 1 stycznia 2003 będąca dotychczasową częścią wsi Stara Wieś została zlikwidowana jako osobna miejscowość.